# Каллен, Найджел
Ричард Найджел Каллен (англ. Richard Nigel Cullen; 5 июня 1917, Ньюкасл, Австралия — 4 марта 1941) — австралийский лётчик ас, по отцовской линии еврейского происхождения, принимавший участие и погибший во Второй мировой войне. Воевал в рядах британской королевской авиации (RAF). Награждён крестом «За выдающиеся лётные заслуги» (DFC).

## Молодость
Каллен родился в Ньюкасле (Новый Южный Уэльс) 5 июня 1917 года. Сын Горация Дэвида Каллена (Horace David Cullen; настоящее имя Гораций Дэвид Коэн — Horace David Cohen) и его жены Геро (Hero). Дядей мальчика был будущий генерал-майор Пол Каллен (Paul Alfred Cullen). В маленьком возрасте родители Найджела увезли его Англию, где он поступил в Sherborne School в Дорсете, после чего он учился в Колледже воздушной инженерии (College of Aero Engineering) в Челси.
Полный любви к приключениям он принял участие в гонках на мотоцикле в Brooklands в 1934 году, и, позже, в Гражданской войне в Испании. Не совсем ясно был ли он рядовым добровольцем в составе Интернациональных бригад, или каким либо образом использовал своё образование в рядах республиканской авиации. Он получил ранение в живот, что потребовало его репатриации в Англию. Когда он вновь встретился со своими друзьями из Brooklands, он не захотел вести разговор о Испании, кроме единой высказанной им фразы, что «война будущего будет вестись в воздухе».
Каллен жил в Putney, когда он вступил в Британскую королевскую авиацию (RAF) в 1937 году, и, после кратковременной подготовки, стал офицером-пилотом 9 августа.

## Война
Завершив испытательный срок в мае 1938 года, Каллен стал «лётным-офицером» (flying officer) 31 декабря 1939, вскоре после начала Второй мировой войны
Посланный на Ближний Восток, он начал свою военную службу в 267-й эскадрилье (No. 267 Squadron RAF), которая была соединением транспортных самолётов, перевозивших пассажиров и грузы в и из Египта
Однако Каллен стремился получить назначение на боевые самолёты и вскоре получил назначение в 80-ю эскадрилью (No. 80 Squadron RAF), которая летала на бипланах Gloster Gladiator, типе, который был устаревшим ещё до начала войны

### Гладиаторы

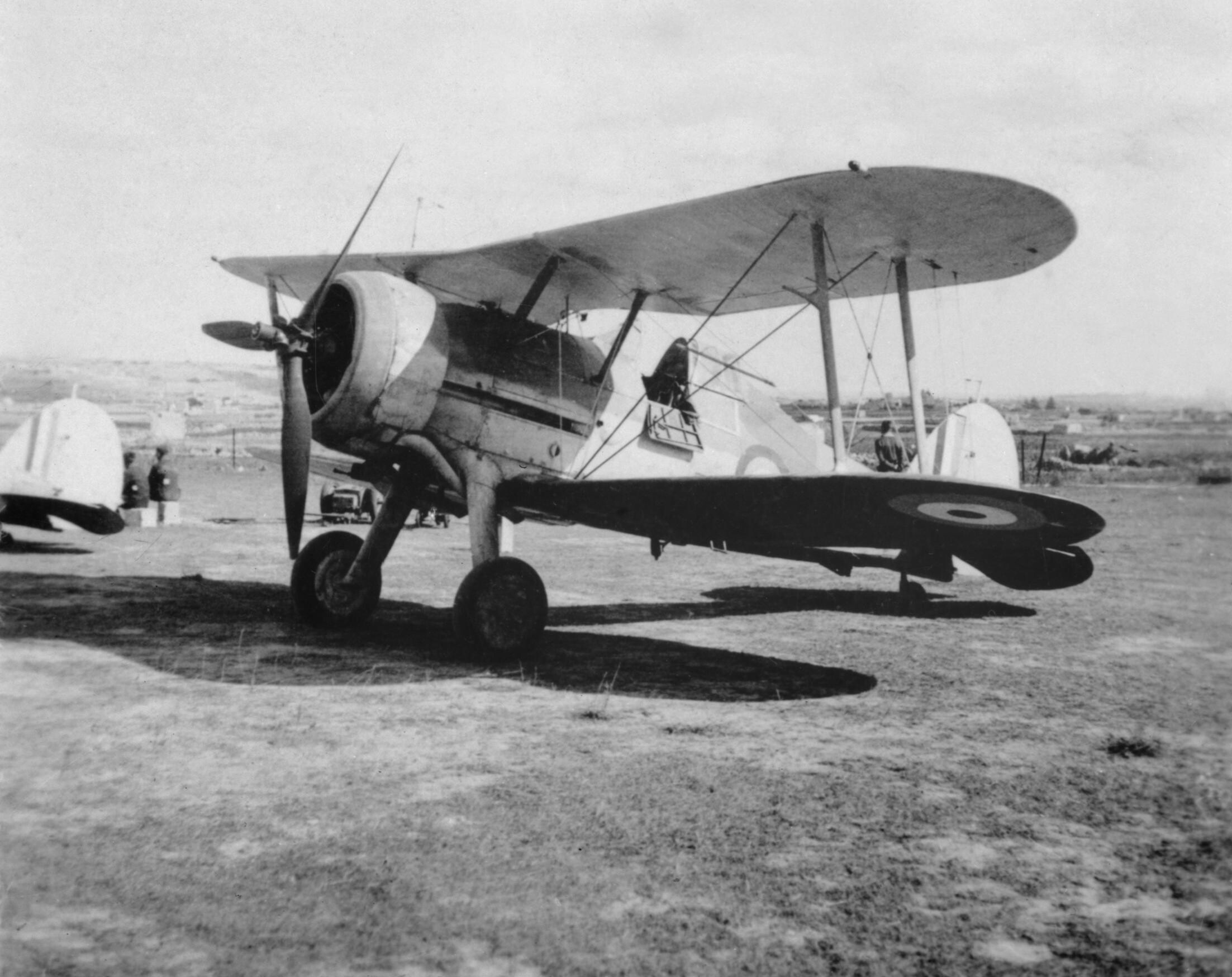
Gloster Gladiator на Средиземноморье, 1940

Получив от коллег прозвище «Ape» в силу его внушительного телосложения, он описывался своими товарищами пилотами как «большой, улыбчивый, длиннорукий гигант из Putney, с непреодолимым наступательным духом и вполне бесстрашный».
Каллен получил боевое крещение 9 октября 1940 года, после того как получил задание в одиночку найти пропавший союзный грузовик. Не сумев обнаружить грузовик, он заметил 5 итальянских штурмовиков Breda Ba.65 к югу от Сиди-Баррани и немедленно пошёл на их перехват. Каллен доложил, что он вероятно сбил 1 самолёт, однако итальянцы сообщили, что все их самолёты вернулись на базу.

## Греция
В конце октября 1940 года итальянские войска вторглись в Грецию.
Греческие войска отразили нападение, нанесли итальянцам поражение в сражениях на Пинде (28 октября-13 ноября) и при Элеа Каламас (2-8 ноября) и перенесли военные действия на территорию Албании. Победы греческой армии в этой войне стали первыми победами армий антифашистской коалиции над странами оси. Греческие ВВС насчитывали только 79 устаревших самолётов против 380 самолётов итальянской Regia Aeronautica, но в целом успешно справлялись с поставленными задачами. В декабре 80-я эскадрилья RAF была переброшена в Грецию, чтобы оказать поддержку наступавшей греческой армии и малочисленным ВВС Греции. Здесь Каллен одержал свою первую подтверждённую победу. 30 декабря 1940 года он сбил около полуострова Кассандра трёхмоторный бомбардировщик Savoia-Marchetti SM.81 Pipistrello. На следующий день он был повышен в звание лейтенанта (flight lieutenant).
Между тем, греческая армия, развивая своё наступление в Албании, одержала победы над итальянцами при Химаре (13-22 декабря 1940) и в ущелье Клисура (6-11 января 1941 года).
28 января 1941 года Каллен доложил о своей второй победе. В этот день, находясь в наступательном патрулировании над Албанией, между Kelcyre и Premet, в составе группы 14 «Гладиаторов» из 80-й британской эскадрильи, он атаковал 4 Fiat BR.20 Cicogna и 5 CANT Z.1007 Alcione бомбардировщиков итальянской Regia Aeronautica.
Он сообщил что уничтожил Z.1007, но, вероятно, он открыл огонь по самолёту, который был уже сбит другим лётчиком.
Через несколько дней Каллен доложил, что сбил истребитель Fiat CR.42 Falco 9 февраля и бомбардировщик Savoia-Marchetti SM.79 Sparviero 10 февраля. Затем он прибавил 2 победы в ходе одного полёта 20 февраля над Албанией.
После того как, сопровождая союзные бомбардировщики, он сбил один Fiat G.50 Freccia, он обнаружил поблизости 2 группы самолётов CR.42 и сбил один из них. В ходе этого боя он был легко ранен пулей в руку.
Несмотря на то, что RAF заявили о 6 уничтоженных 20 февраля итальянских самолётах и 2 вероятно уничтоженных, включая победы Каллена, итальянские источники заявляли, что только один Fiat G.50 361-й эскадрильи был сбит и его пилот погиб, и один G.50 395-й эскадрильи был повреждён в бою и позже был разрушен огнём при вынужденной посадке в Берате.
23 февраля Каллен уничтожил трёхмоторный гидросамолёт CANT Z.506 Airone, приводнившийся у греческого города Превеза, при его попытке взлететь. Вначале Каллен просто не давал итальянцу взлететь, затем, когда тот отказался остановиться, уничтожил его при втором проходе. Однако результат не был добавлен к его официальным победам, поскольку итальянский самолёт не был в полном полёте на момент его уничтожения

### Hurricane

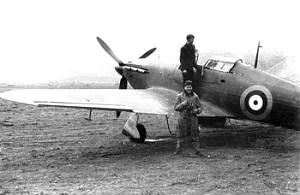
Каллен у своего Hawker Hurricane в Парамитья, Греция, перед своим последним вылетом, 4 марта 1941

В феврале 1941 года 80-я эскадрилья начала перевооружаться самолётами Hawker Hurricane
Общее число побед Каллена достигло 6 уничтоженных вражеских самолётов, плюс 1 возможно уничтоженный самолёт.
Он получил репутацию экстремально агрессивного и упорного в воздушном бою лётчика.
Его излюбленной тактикой была дуэль лоб в лоб с его предполагаемой жертвой. Два самолёта стреляли друг в друга, идя один на другой со скоростью более 800 км в час. Он говорил: «Всегда интересно увидеть, кто первым выйдет из боя».
Его коллеги говорили о нём: «Он никогда не выходил из боя если и единственный вражеский самолёт оставался в небе. Он возвращался только тогда, когда его оружие оставалось без боеприпасов».
Каллен открыл свой счёт на Hurricane 27 февраля, когда сопровождая лёгкие бомбардировщики Bristol Blenheim в Авлона, Албания он сбил Fiat CR.42
На следующий день, в бою, который был описан как «величайший воздушный бой этого периода», ему официально было засчитано 5 сбитых итальянских самолётов в одном бою, что было рекордом для его соединения.
За его успех 28 февраля, который стал для RAF наиболее удачным днём этой кампании, Каллен был награждён крестом «За выдающиеся лётные заслуги» (DFC).
С другой стороны, итальянские источники отмечают, что 28 февраля только один Savoia-Marchetti SM.79 был повреждён, но не сбит, и что сбитые согласно заявлению RAF "Breda 20" в действительности были Fiat BR.20.
Каллен заявил о других победах 3 марта, когда он и один из его товарищей преследовали группу CANT Z.1007, только что бомбивших греческий город Лариса. Перехватив уходящие бомбардировщики к юго-западу от греческого острова Керкира, 80-я эскадрилья RAF заявила о 6 уничтоженных итальянских самолётах и 1 возможно уничтоженном. Каллену был засчитан один уничтоженный CANT и один возможно уничтоженный. Итальянская сторона признала, что потеряла только 2 бомбардировщика CANT.

### Гибель Каллена
На следующий день, 4 марта, на своём Hurricane V7288 Каллен сопровождал группу бомбардировщиков Blenheim около города Химара в южной Албании. После того как Blenheim отбомбили свои цели (5 итальянских военных кораблей) и были на обратном курсе, командир самолётов сопровождения, Мармадук Паттл, приказал своим Hurricane «охотиться» парами над итальянскими кораблями, над которыми были замечены несколько итальянских истребителей. G.50 атаковал самолёт Паттла и ведомого им Каллена. Паттл сбил Fiat и наблюдал за его спиралью в гору, но в тот же момент второй Fiat поразил Hurricane Каллена
Его самолёт разбился около Химары, Каллен был убит; ему было 23 года.

## Память
Хотя Официальная история Австралии в войне признаёт за Калленом общее число побед 13, число его побед чаще оценивается в 16 или 16 с половиной.
После войны Каллен был перезахоронен на Мемориальном Парке Кладбище албанской столицы, города Тирана
Его имя отмечено в Австралийском военном мемориале австралийской столицы, города Канберра.